# Protichneumon moiwanus
Protichneumon moiwanus är en stekelart som först beskrevs av Matsumura 1912.  Protichneumon moiwanus ingår i släktet Protichneumon och familjen brokparasitsteklar. Inga underarter finns listade i Catalogue of Life.